# 니콘 보급형 DSLR 셔터막 손상 및 먼지 축적 현상 논란
니콘 보급형 DSLR 셔터막 손상 및 먼지 축적 현상 논란은 니콘의 일부 보급형 DSLR에서 촬영 중 셔터 구동부(기어) 간의 마찰로 인해 긁힘이 발생하며, 여기서 나온 가루가 센서에 흡착되는 현상이다.

## 발견
니콘이 보급형 FX 포맷 DSLR로 출시한 D600에서 센서에 먼지가 다수 축적되는 현상이 발견되었다. 이러한 현상은 대부분의 D600에서 공통적으로 발생하였으며(외국 사이트 설문조사 결과 67%), 해당 제품이 사용함에 따라 셔터막에 긁힘이 발생하는 것을 발견하여 먼지 축적 현상의 원인으로 추정하였다. 이 논란은 D610 출시 이후 다시 가속화되어 기존의 다른 바디에 대해서도 검토가 되었으며, D7000, D7100에서도 발생함이 확인되었다.

## 영향 및 문제점
해당 결함이 있는 제품을 사용할 경우, 셔터막의 긁힘 현상으로 인해 발생한 가루들이 센서에 달라붙음에 따라 촬영된 사진에 보이게 된다. 이는 제품 구입 초기에 특히 심하며, 제품의 사용 컷수(사진 촬영회수)가 3000회~10000회를 넘으면 점차 완화된다. 현재 문제가 발생한 바디들은 주로 2010~2012년 출시된 니콘의 보급형 DSLR 모델들이다. 이전에 출시된 D200, D300, D300s, D700 등의 모델이나 고급형 기종인 D4, D800, D800E에서는 해당 현상이 발생되지 않았다.

## 집단피해구제 신청
해당 결함이 발생한 제품의 사용자들은 사진 관련 유명 사이트를 중심으로 모여 한국소비자원에 집단피해구제를 신청하였다.

## 제조사의 대응
D600 사용자들의 지적을 받은 니콘은 공식 홈페이지를 통해 이러한 현상이 DSLR 구조상 피할 수 없는 현상임이라 표명하고, A/S센터를 통하여 센서 청소를 받도록 안내하였다. 그러나 D600 기종은 제품 결함으로 인해 다른 DSLR 기종에 비해서도 유독 먼지가 많이 발생하는 것이며, 결함을 수정하여 먼지가 발생하지 않도록 하는 조치가 아님으로 인해 논란이 되었다. 또한 출시 1년 만에 D600을 단종시키고, 연사속도만 6fps로 개선하고 다른 사양은 동일한 D610이 발표되었다(종전 D600은 Expeed2, 5.5fps). D610 시제품에서는 위와 같은 먼지 축적 현상이 발생하지 않았다. 이는 D600의 불량을 인정하고 보상하는 것이 아니라, 불량 제품을 슬그머니 단종 시키고 정상 제품을 내놓은 행위로서 니콘 사용자들의 반발을 샀다.

## 유통사의 대응
니콘이미징코리아는 이 현상이 외국 소비자들은 문제삼고 있지 않으며, 한국 소비자의 반응을 이해하지 못한다고 표명함과 함께, D610(기사 문맥 상 D600의 오기로 보인다.)에 사용된 셔터막의 재질이 다른 모델과 달라, 먼지가 조금 더 발생하는 것이지만 이것은 정상적인 범위에 해당한다고 표명하였다. 그러나 사용자들은 처음 해당 결함이 발견·보도된 곳이 외국 사이트임을 들어 니콘이미징코리아의 논리가 부당함을 주장한다.

## 결론
2013년 12월 2일, 니콘이미징코리아는 소비자와의 간담회를 통해, 니콘 D600을 둘러싼 ‘니콘 보급형 DSLR 셔터막 손상 및 먼지 축적 현상 논란'은 우선 해결됐다. 니콘이미징코리아는 본체(바디) 문제 확인 시 기간에 상관없이 부품 무상 교체를 약속했으며. 분진의 출처는 셔터막 갈림이 아닌, 셔터 구동부(기어)에서 발생한 것으로 결론 났다. 이에 소비자들은 불매 운동을 중단한 뒤 향후 약속 이행과정을 지켜보겠다고 밝혔다. 하지만 니콘 D600은 확인 후 무상 교체이지만, 니콘 D7000과 니콘 D7100은 확인 후 무상 수리로 일단락 났다.

## 해당 현상 발생 기종
- D600
- D7000
- D7100